# San Pietro al Tanagro
San Pietro al Tanagro là một đô thị (comune) thuộc tỉnh Salerno trong vùng Campania của Ý. San Pietro al Tanagro có diện tích 15 km2, dân số là 1640 người (thời điểm ngày). San Pietro al Tanagro giáp với Atena Lucana, Corleto Monforte, San Rufo, Sant'Arsenio và Teggiano.